# SN 2002li
SN 2002li – supernowa typu Ia odkryta 4 czerwca 2002 roku w galaktyce A155903+5418. W momencie odkrycia miała maksymalną jasność 20,60m.